# Острів Стюарта, Аляска
Острів Стюарта (Qikertarpak на юп’їкському, «великий острів») — острів на південно-східній стороні затоки Нортон-Саунд на Алясці. Острів становить приблизно 15 км завдовжки та 10 км завширшки, з площею 135,18 км2 . Постійного населення за переписом 2000 року не має.  Назва «Острів Стюарта» була дана під час третього плавання Джеймса Кука у вересні 1778 року 
На острові Стюарта немає постійних поселень, хоча він знаходиться лише на невеликій відстані водним шляхом від Стеббінса, що на сусідньому острові Сент-Майкл . На острові Стюарт проживає неконтрольоване стадо північних оленів, яке є частиною Стеббінса/Сент-Майкл проекта загону оленів.
Острів Стюарта збирає значну кількість коряг через своє розташування на північ і схід від верхньої дельти річки Юкон. Весняний стік приносить дерева та колоди вниз по річці Юкон, які, досягнувши Берингового моря, направляються вітром і припливами в Нортон-Саунд. Острів Стюарта знаходиться безпосередньо на шляху цих коряг, що прямують на  Нортон-Саунд, а його західні  пляжі традиційно забезпечують жителів Стеббінса запасом дров.